# Polioptila
Polioptila P.L.Sclater, 1855 è un genere di uccelli della famiglia Polioptilidae.

## Tassonomia
Contiene le seguenti specie:
- Polioptila caerulea (Linnaeus, 1766) - zanzariere blu-grigio
- Polioptila melanura Lawrence, 1857 - zanzariere codanera
- Polioptila californica Brewster, 1881 - zanzariere della California
- Polioptila lembeyei (Gundlach, 1858) - zanzariere cubano
- Polioptila albiloris P.L.Sclater & Salvin, 1860 - zanzariere guancebianche
- Polioptila nigriceps S.F.Baird, 1864 - zanzariere testanera
- Polioptila plumbea (J.F.Gmelin, 1788) - zanzariere tropicale
- Polioptila lactea Sharpe, 1885 - zanzariere ventrelatteo
- Polioptila guianensis Todd, 1920 - zanzariere della Guiana
- Polioptila facilis Zimmer, 1942 - zanzariere del Río Negro
- Polioptila paraensis Todd, 1937 -  zanzariere del Parà
- Polioptila clementsi B.M.Whitney & Álvarez Alonso, 2005 - zanzariere di Iquitos
- Polioptila schistaceigula Hartert, 1898 - zanzariere gola ardesia
- Polioptila dumicola (Vieillot, 1817) - zanzariere mascherato